# Атласный шпат
Атла́сный шпат (англ. satin spar, atlas spar, нем. atlasspat, atlasspath oder atlasstein), также сатиновый шпат — тривиальное, частично устаревшее название для волокнистых разновидностей двух минералов: гипса и кальцита,:40 обладающих специфическим шёлковистым (атласным) блеском. При этом следует понимать, что оба названных выше минерала не относятся в строгом смысле слова к числу самых известных или «классических» шпатов (прежде всего, полевых шпатов или фельдшпатоидов) — как с точки зрения химического состава или кристаллической формы, так и с позиций структурной минералогии.
Название «атласный (сатиновый) шпат» традиционно было более употребимо в европейских языках, прежде всего, в английском и немецком; в России эти минералы чаще называли селенитом или лунным камнем (одной из его преобладающих разновидностей). Несмотря на хрупкость и низкую твёрдость (2 или 3 по шкале Мооса), оба атласных шпата (особенно, селенит) широко используются в качестве легко обрабатываемых поделочных камней.

## Основные минералы и разновидности
- Селенит или лунный камень — волокнистая разновидность гипса, широко распространённая форма минерала;[1]:40
- Гипс, «атласный шпат» в форме блестящей волокнистой разновидности,[2]:458 тем не менее, не определяемой как «селенит»;[3]:217
- Кальцит или известковый шпат[2]:458 — волокнистая разновидность, внешне напоминающая селенит,[4]:169 но значительно менее распространённая в природе;
- Арагонит — одна из полиморфных природных разновидностей кальцита,[2]:458 иногда обладающая таким же «атласным» эффектом.

## Галерея атласных шпатов

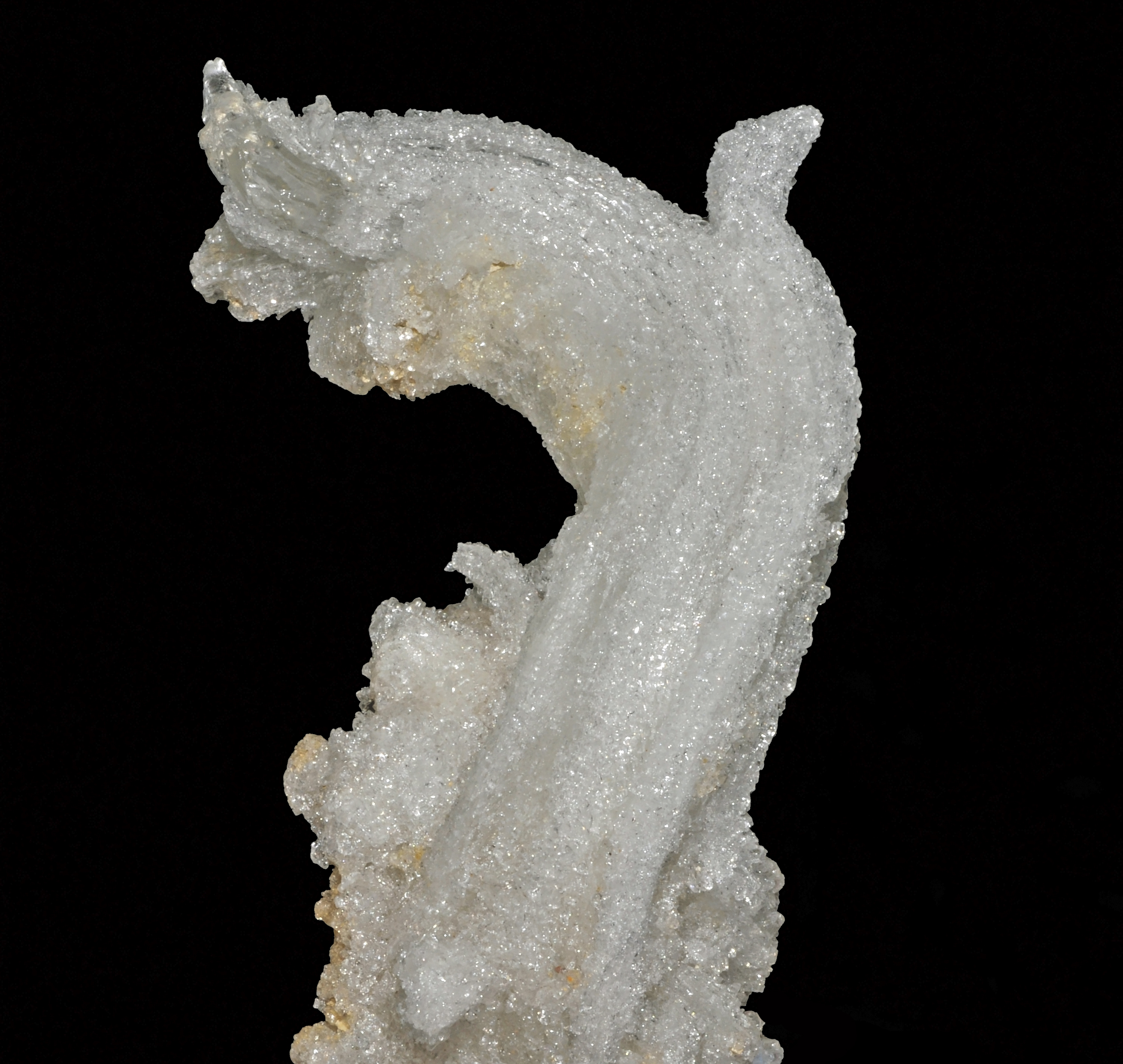
Селенит
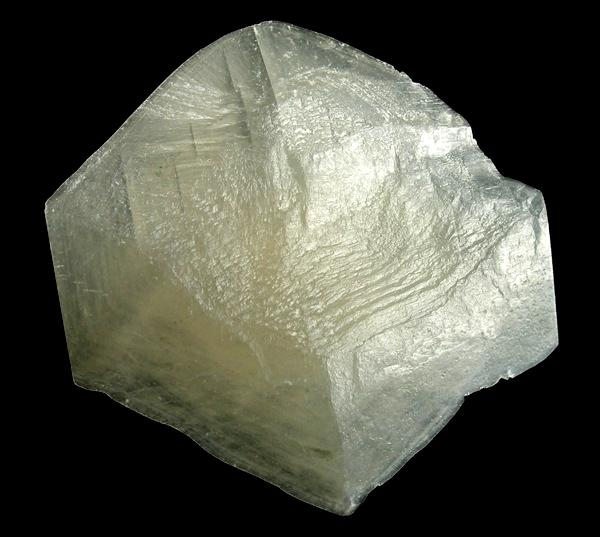
Гипс
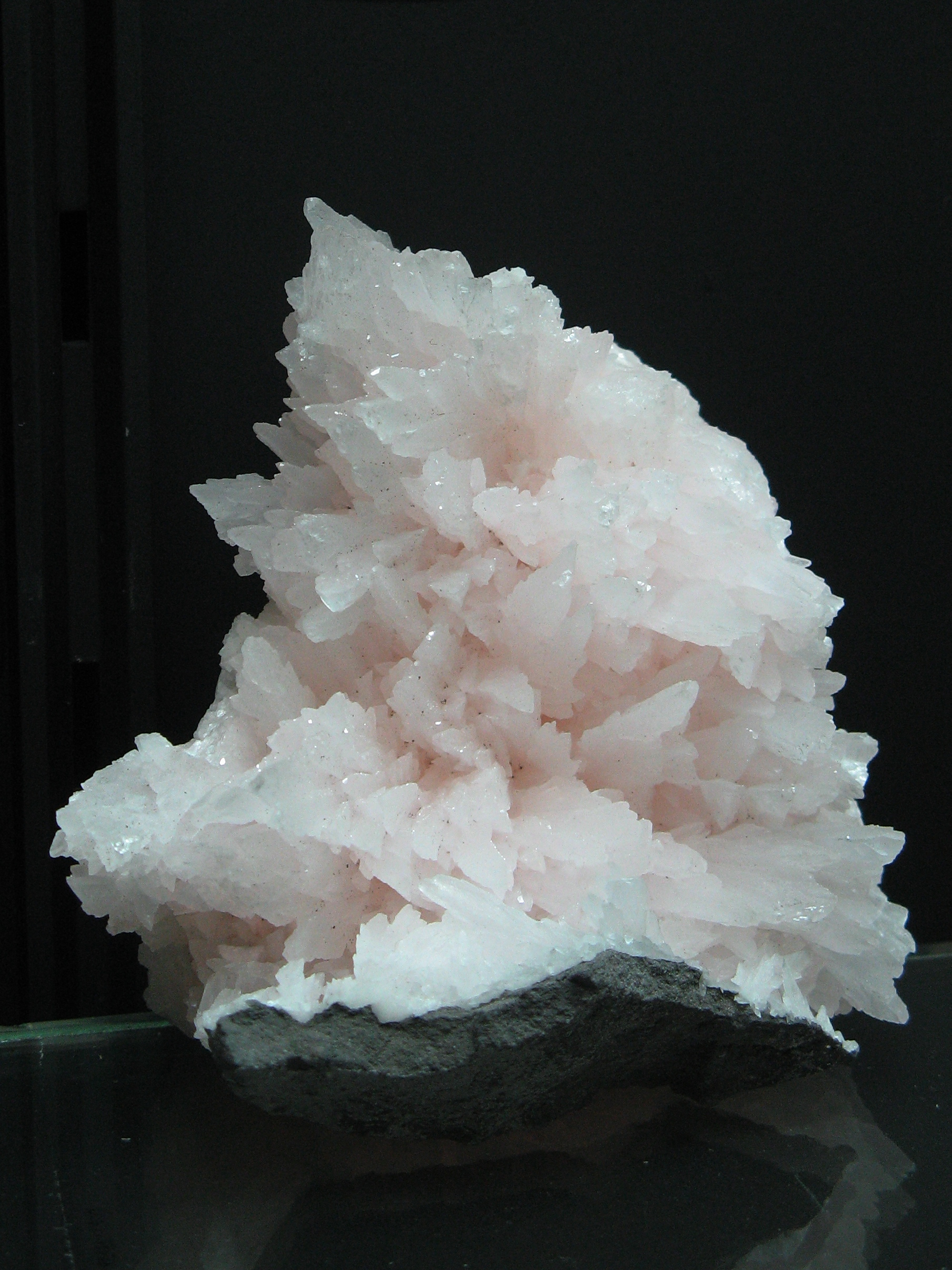
Кальцит
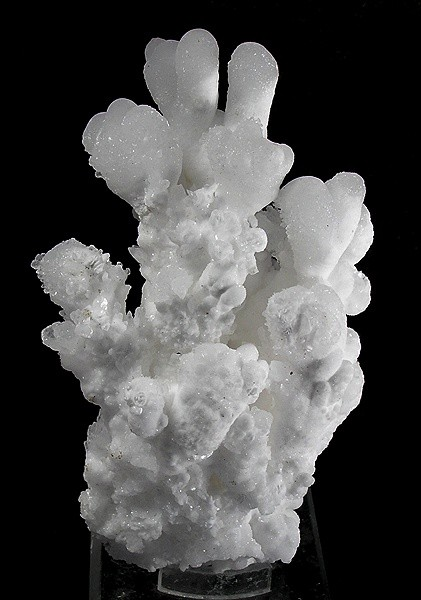
Арагонит